# 日本最初のホームページ
日本最初のホームページ（にほんさいしょのホームページ）とは、日本国内に設置されたWebサーバから初めて公開されたウェブページの通称である。

## 概要
公開が開始された日は、1992年9月30日である。このウェブページは単一のページであり、ウェブサイトの構成は採っていなかった。
用いられたサーバは茨城県つくば市にある文部省高エネルギー物理学研究所計算科学センター（略称KEK、のちの大学共同利用機関法人高エネルギー加速器研究機構）に既存しており、KEKに所属していた森田洋平によりHTMLで記述された「KEK Information」というタイトルのWWWのページがサーバー上に置かれた。
森田が本ページを配置したきっかけは、1992年9月に欧州原子核研究機構(CERN)を訪問したことによる。当時CERNにおいてWWWの研究および普及を推進していたティム・バーナーズ=リーよりWebサーバ設置を要請された。そこでCERNの端末を借用してKEKにログインしページ記述作業を行い、サーバの上にファイルを置いた。急な作業であったために、ファイルが配置されたサーバはHTTPサーバではなくFTPサーバであった。
その後リーがKEKへのハイパーリンクをCERNのウェブページに追加したことで、このページの公開が世界中に周知された。この日が1992年9月30日である。
2017年8月現在、このページは株式会社つくばマルチメディアが保存しており、日本最初のWebサーバとなった当時のFTPサーバは高エネルギー加速器研究機構にて保存展示されている。

### 備考
なお、日本で最初のHTML文書は、1992年2月にNTT基礎研究所（当時）の奥乃博が作成したもので、社内報や日本国憲法などを記述したものであった。ただしこちらは当時WWWへ非公開であったため、日本で最初に公開されたウェブページとはならなかった。のちにWWWへ公開されている（外部リンク参照）。